# Talang Jawa Selatan
Talang Jawa Selatan is een bestuurslaag in het regentschap Lahat van de provincie Zuid-Sumatra, Indonesië. Talang Jawa Selatan telt 8516 inwoners (volkstelling 2010).